# 塑料袋

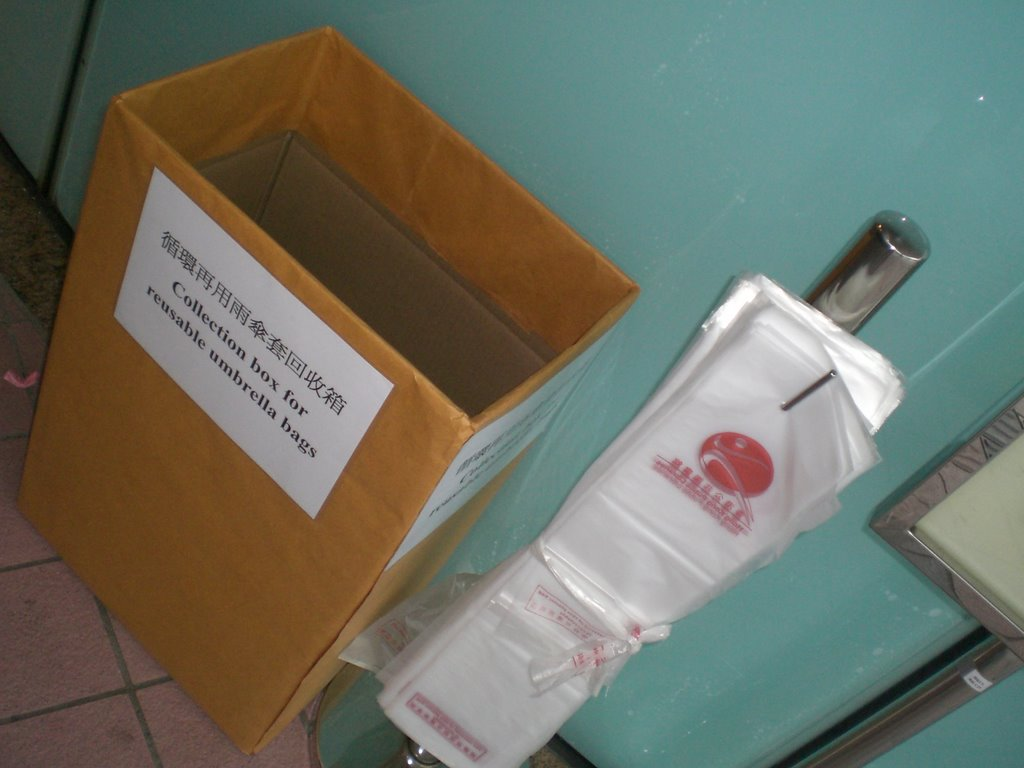
雨傘膠袋及回收箱，具環保意念

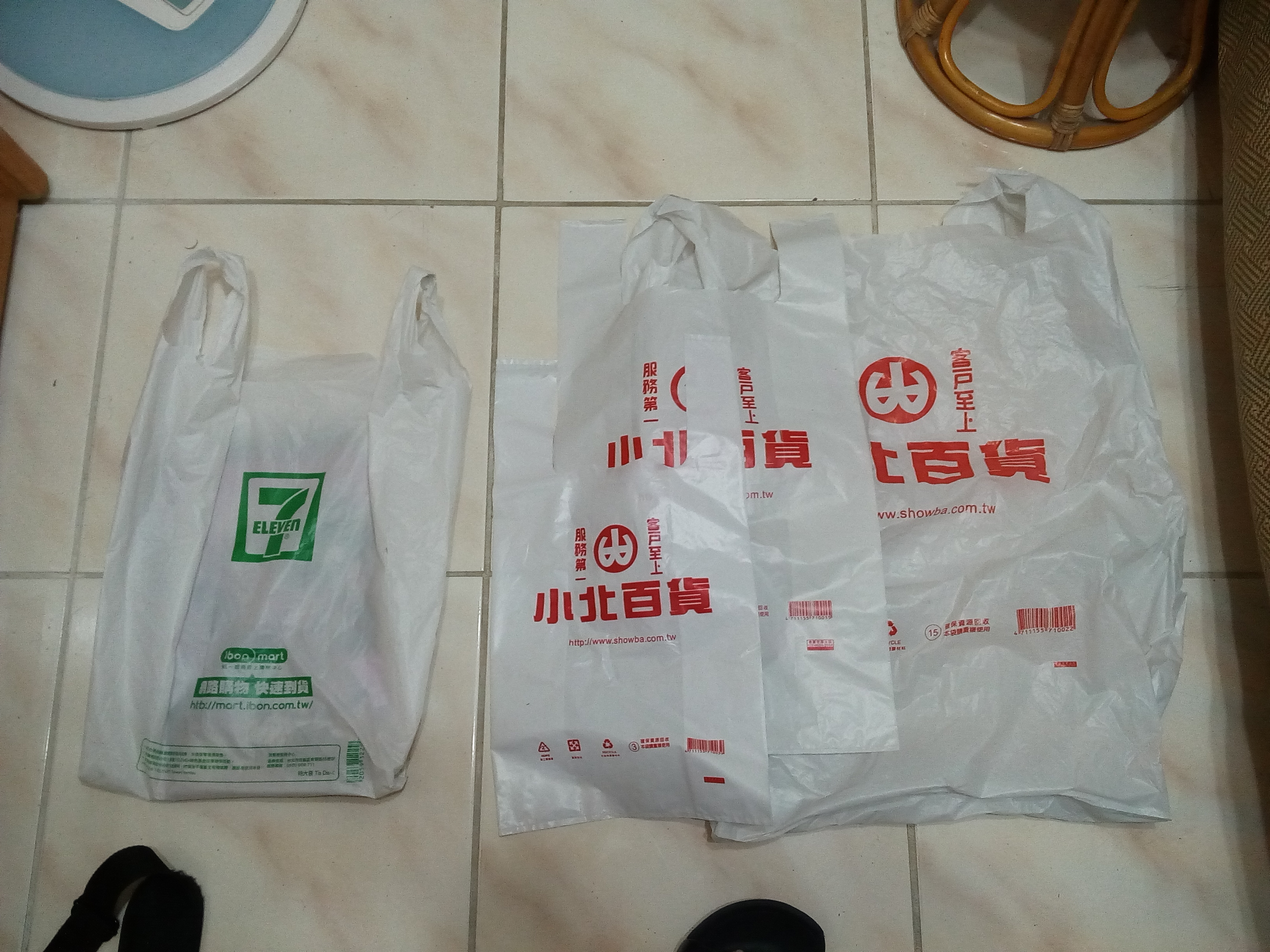
台灣711便利商店與零售店小北百貨所提供的塑膠購物袋，惟垃圾費隨袋徵收縣市的便利商店僅能銷售購物兩用袋。

塑料袋是由薄而具有可燃性的塑料膜製造而成的包裝袋。塑料袋主要用以盛載物件，常見於超級市場、街市、百貨公司、倉庫、垃圾場等。
膠袋的外面可以印刷文字或图像、作為廣告、宣傳、使用說明等用途。

## 材質
- 聚乙烯（PE）：高密度聚乙烯（HDPE）常見於商場購物袋、背心袋、包裝內袋；低密度聚乙烯（LDPE）常見於商場購物袋、外包裝袋、包裝內袋、熱縮膜；線性低密度聚乙烯（LLDPE）常見於保鮮紙（膜），或用於混入LDPE生產。
- 聚丙烯（PP）常見於高透明外包裝袋，高透明包裝膜，高透明熱縮膜。
- 聚氯乙烯（PVC）見於血液袋、軟膜裁剪縫製袋、熱縮膜。
- 醋酸乙烯（EVA）見於大公司特製袋。
- 聚乙烯+醋酸乙烯（PE+EVA混合料）見於大公司特製袋。
- 聚乙烯覆合聚丙烯（PE/PP）常見於高質印刷外包裝袋。
- 聚乙烯覆合醋酸乙烯（PE/EVA）見於大公司特製袋。
- 聚乙烯覆合聚氯乙烯（PE/PVC）見於真空或及保鮮的預先包裝袋。
- 聚乙烯覆合尼龍（PE/Nylon，PE/PA）常見於肉類真空及保鮮的預先包裝袋。
- 聚乙烯覆合聚對苯二甲酸乙二醇酯（PE/PET）見於真空或及保鮮的預先包裝袋。
- 聚丙烯覆合聚丙烯（PP/PP）常見於高質印刷外包裝袋。

## 膠袋應用
膠袋質量輕，容易塑造，應用層面廣泛，可軟、可硬、可濕、可乾、可密封、可透氣、可一次使用亦可長久使用。自有塑膠以來，都被研究利用塑膠替代金屬、木材或玻璃等物料，以減輕重量有利於方便使用、便利儲存、運輸或減輕燃料消耗。膠袋也可用於保護貨品、食品保鮮、承載液體、包裹空氣等用途。在超市貨品裏有大部份是全塑膠包裝。

## 环保问题
大部分塑料在自然下難以分解，焚化亦會帶來空氣污染的問題，所以由塑料製成的塑料袋亦如是，也因此時代雜誌評選的「50大最糟發明」，塑膠袋也榜上有名，這是因為人類自私的隨意丟棄膠袋的後果。尤其塑料袋被廣泛使用，因此環保組織都關注於塑料袋。現時減少使用塑料袋是其中一個減少塑料袋對環境影響的方法，例如香港有環保團體在2006年起定期舉行無膠袋日，鼓勵市民減少使用，更於2009年7月7日實於徵收膠袋環保徵費，以減少膠袋的使用；中國大陸於2008年6月1日實施“限塑令”。有國家開始徵收膠袋稅，以達致減少人民使用塑料袋。另外塑料袋亦開始用被認為環保的其他物料製造的袋代替，例如紙袋、環保購物袋，和以生物可分解塑膠製造的塑料袋等。不過上述物料成本較塑料袋高，故大部分地方仍主要使用塑料袋。
塑膠不單止可以多次循環再造，而且是眾多物料中耗用能源最少和工序技術容易的一种，所以中、小型塑膠再生廠特別多。廿多年前開始在中國各大城市的大廈垃圾房都有人拾取廚餘（再之前是用膠桶），而裝廚餘的膠袋全數都被回收，重新再做膠袋。
根據香港環境保護署一份擴大塑膠購物袋環保徵費計劃公眾諮詢文件顯示，因膠袋稅2010年比2009年增加了25萬多個袋垃圾（包括多種物料的環保袋、紙袋、垃圾膠袋），而袋垃圾重量則增加約17公噸。

## 危險性
塑料袋套著人的頭部，可能令之不能呼吸，引致窒息。所以使用時需要小心，亦不應給予年幼的小孩，避免他們把膠袋當作玩具。

## 醫療用途
坊間流傳，為過度換氣症候群的患者，當呼吸加速導致血中的二氧化碳偏低時，可對著塑膠袋吸氣及吐氣，讓袋內的二氧化碳濃度升高，使其重新吸回二氧化碳，使血中的酸鹼值恢復平衡，可改善其相關症狀。但醫師警告，塑膠袋用於過度換氣患者，易使患者窒息，應避免使用。

## 相關
- 膠袋稅
- 環保購物袋
- 包裝
- 聚乙烯
- 夾鏈袋